# Kuytun He
Kuytun He är ett vattendrag i Kina. Det ligger i den autonoma regionen Xinjiang, i den nordvästra delen av landet, omkring 370 kilometer väster om regionhuvudstaden Ürümqi. Kuytun He ligger vid sjöarna  Ebi Nuur Ebinur Hu och Aibi Lake.
Genomsnittlig årsnederbörd är 212 millimeter. Den regnigaste månaden är juli, med i genomsnitt 29 mm nederbörd, och den torraste är februari, med 8 mm nederbörd.